# Sous le ciel de Paris (brano musicale)
Sous le ciel de Paris è una canzone con testo di Hubert Giraud e musica di Jean Dréjac, composta per la colonna sonora dell'omonimo film di Julien Duvivier. Il brano era stato originariamente eseguito e registrato dall'attore e cantante Jean Bretonnière e, lo stesso anno, da Juliette Gréco, in seguito da Édith Piaf nel 1954 e  Yves Montand nel 1964. Ciascuno ne fece uno dei classici emblematici dei loro repertori, della chanson francese e delle canzoni su Parigi.

## Storia
Nel 1950, lo sceneggiatore Henri Jeanson, che collaborava al film Sotto il cielo di Parigi, notò "La Chanson de Paris" del cantautore Jean Dréjac nella trasmissione televisiva Télé-Paris. Il regista convocò il cantautore Jean Dréjac e il compositore Hubert Giraud per chiedere loro il permesso per inserirla come colonna sonora del suo film.
L'attore e cantante Jean Bretonnière aveva arrangiato la canzone per il film. La canzone è composta su una melodia dialettale parigina, valzer musette, fisarmonica, ecc. 
Il testo fa riferimento a Parigi, alla Cattedrale di Notre-Dame, al Pont de Bercy, alla Senna, all'Île Saint-Louis, agli spettatori, agli innamorati e al romanticismo parigino...